# 克鲁梅格
克鲁梅格（德語：Krumegg）是奥地利施泰尔马克州格拉茨城郊县的一个市镇。总面积16.19平方公里，总人口1412人，人口密度87.2人/平方公里（2001年）。